# Isaac Julien
Isaac Julien est un réalisateur et artiste d'installations britannique, né à Londres en février 1960.